# Tin Men
Tin Men is een Amerikaanse filmkomedie uit 1987 onder regie van Barry Levinson.

## Verhaal
In 1963 krijgen twee aluminiumvertegenwoordigers ruzie met elkaar als gevolg van een aanrijding. B.B. is een praatjesmaker en Tilley een zenuwpees. Tijdens hun ruzie hebben de beide mannen het gemunt op elkaars Cadillac. De zaak escaleert, wanneer Tilley's vrouw intrekt bij B.B. Uiteindelijk besluiten de mannen een wedstrijd te houden om de vrouw van Tilley.

## Rolverdeling
| Acteur            | Personage     |
| ----------------- | ------------- |
| Richard Dreyfuss  | B.B. Babowsky |
| Danny DeVito      | Ernest Tilley |
| Barbara Hershey   | Nora Tilley   |
| John Mahoney      | Moe Adams     |
| Jackie Gayle      | Sam           |
| Stanley Brock     | Gil           |
| Seymour Cassel    | Cheese        |
| Bruno Kirby       | Mouse         |
| J.T. Walsh        | Wing          |
| Richard Portnow   | Carly         |
| Matt Craven       | Looney        |
| Alan Blumenfeld   | Stanley       |
| Brad Sullivan     | Masters       |
| Michael Tucker    | Bagel         |
| Deirdre O'Connell | Nellie        |